# Médanos de Capanaparo
Médanos de Capanaparo (también llamados Dunas del Capanaparo, Dunas rojizas del Capanaparo o Médanos de la Soledad) son un desierto arenoso o dunas en el suroeste del país suraméricano de Venezuela, específicamente ubicados antes de llegar al parque nacional Santos Luzardo (también conocido como Parque nacional Cinaruco-Capanaparo), que administrativamente forma parte del Estado Apure. Se trata de Bancos de Arena que se mueven de forma constante por la intervención del viento Se destacan por estar en medio de un sabana con vegetación y con ríos cercanos. Como una parte de un parque nacional se trata de un territorio protegido por las leyes de ese país.